# Château TrotteVieille
Le château TrotteVieille, est un domaine viticole de 12 ha situé à Saint-Émilion en Gironde. En AOC Saint-Émilion, il est classé Premier Grand Cru classé B depuis 1955. Il est reconnu comme l’un des plus grands vins de Saint-Émilion.
Le domaine est aujourd’hui géré par la famille Castéja.

## Histoire du domaine
L'histoire du domaine remonte au XVe siècle. L'origine du nom TrotteVieille viendrait d'une veille dame curieuse vivant en solitaire en ce lieu, qui trottait régulièrement jusqu'au relais de poste tout proche de la propriété pour avoir les dernières nouvelles. 
En 1867, le Château TrotteVieille obtient une médaille d'or à l'Exposition universelle.
En 1947, sur un coup de cœur, Marcel Borie, l’un des frères fondateurs de Borie-Manoux, négociant en vin à Bordeaux, achète le Château TrotteVieille aux deux petits-fils de Charles Jean.
Dans les années 1990 Philippe Castéja, fils d’Émile Castéja et de Denise Castéja née Borie, prend en main la gestion du Château TrotteVieille.
Dans les années 2000, Émile Castéja et Philippe Castéja lancent Vieille Dame de TrotteVieille, le second vin du Château TrotteVieille. Son nom changera à partir du millésime 2010 pour Dame de TrotteVieille.

## Le terroir
Le sol est calcaire sur le plateau de Saint-Émilion à l'est de la ville, faisant sa spécificité dans l'appellation.

## Le vin
L'encépagement est constitué à 49 % merlot, 46 % cabernet franc et 5 % cabernet sauvignon.

## Millésimes
Grands millésimes : 2009, 2010, 2016, 2018, 2019, 2020.